# 伊钧华
伊钧华（？—），男，蒙古族，中华人民共和国政治人物，曾任中共伊克昭盟盟委书记，内蒙古自治区人大常委会副主任。